# Аксёново (Бабаевский район)
Аксёново (вепс. Aksintant) — деревня в Бабаевском районе Вологодской области России.
Входит в состав Вепсского национального сельского поселения (с 1 января 2006 года по 13 апреля 2009 года входила в Куйское национальное вепсское сельское поселение), с точки зрения административно-территориального деления — в Куйский национальный вепсский сельсовет.
Расстояние до районного центра Бабаево по автодороге — 133 км, до центра муниципального образования деревни Тимошино — 43 км. Ближайшие населённые пункты — Берег, Киндаево, Никонова Гора, Туржино.
По переписи 2002 года население — 9 человек, из них 7 — вепсы.